# Bakhtiyar Mammadov
Pour les articles homonymes, voir Mammadov.
Bakhtiyar Mammadov (en azéri : Bəxtiyar Məmmədrza oğlu Məmmədov; né le 18 octobre 1925 à Nukha et mort le 26 mars 1989 à Bakou) est un pétrolier soviétique, Héros du travail socialiste.

## Biographie
En 1949, Bakhtiyar Mammadov est diplômé de la faculté du pétrole et des mines de l'Institut industriel d'Azerbaïdjan avec un diplôme en développement et exploitation des champs pétrolifères et de gaz.
L'activité de B.Mammadov est entièrement liée au développement des champs pétrolifères.

## Activité scientifique
B. Mammadov est l’auteur d'une cinquantaine d'articles scientifiques sur le développement des gisements pétroliers et gaziers, auteur d'une thèse de doctorat Forage de puits dans des champs pétroliers offshore multicouches, leur traitement et principes scientifiques . Mammadov brevette des inventions telles que Méthode pour tester les appareils de forage dans des conditions de terrain par une méthode dynamique non destructive, "Dispositif pour protéger les pieux métalliques de la corrosion" et Dispositif pour éliminer les tubes coincés dans un puits.

## Distinctions
- Héros du travail socialiste
- Ordres de Lénine
- Ordre de la Révolution d'octobre
- Ordre de la bannière rouge du travail
- Pétrolier honoraire de l'URSS
- Ingénieur honoré de la RSS d'Azerbaïdjan.